# Marion Dewar
Pour les articles homonymes, voir Dewar.
Marion Dewar ou Marion Bell, née  le 17 février 1928 à Montréal au Québec et morte le 15 septembre 2008 à Toronto en Ontario, est une femme politique canadienne. Elle est députée à la Chambre des communes du Canada sous la bannière du Nouveau Parti démocratique de 1986 à 1988 et mairesse de la ville d'Ottawa de 1978 à 1985.

## Biographie
Marion Bell naît le 17 février 1928 à Montréal au Québec, mais grandit dans la ville de Buckingham au Québec près d'Ottawa. Diplômée de la Saint Joseph's School of Nursing à Kingston en Ontario en 1949, elle exerce comme infirmière dans la région d'Ottawa jusqu'en 1952. Par la suite, elle étudie les sciences infirmières et la santé publique à l'Université d'Ottawa, puis est une infirmière en santé publique de 1969 à 1971.
Elle épouse Ken Dewar en 1951, ils ont cinq enfants.

### Carrière en politique municipale
Marion Dewar devient une échevine pour Britannia (en), un quartier d'Ottawa, en 1972 et est élue mairesse adjointe de la ville en 1974. Elle occupe cette position jusqu'en 1978.
De 1978 à 1985, elle est mairesse d'Ottawa. Elle s'implique en faveur du logement non lucratif, de meilleurs transports, des arts, de la paix et des droits des femmes. Elle défend les minorités visibles, les gays et lesbiennes. En 1978, six mois après être devenue mairesse, elle convoque une convention au sujet de l'homosexualité. En 1979, elle mène le Projet 4000 au cours duquel des résidents d'Ottawa parrainent 4 000 réfugiés vietnamiens, cambodgiens et laotiens. Elle soutient un référendum sur le désarmement nucléaire organisé en marge des élections municipales de 1982 et tente ensuite de faire déclarer Ottawa « zone exempte d'armes nucléaires »,.

### Carrière en politique fédérale
De 1985 à 1987, Marion Dewar est présidente du Nouveau Parti démocratique (NDP) fédéral et presse le parti de présenter un plus grand nombre de candidates. Elle est élue à la Chambre des communes en 1987 lors d'une élection partielle pour la  circonscription de Hamilton Mountain en Ontario, remplaçant l'ancien député NDP, Ian Deans. Elle perd son siège aux élections fédérales canadiennes de 1988,.
Elle continue de jouer un rôle important au sein du NDP et se présente à nouveau comme candidate lors des élections fédérales canadiennes de 1993 pour la circonscription d'Ottawa-Centre, mais perd.
De 1989 à 1992, elle est directrice exécutive du Conseil canadien de l'enfance et de la jeunesse et, en 1995, présidente nationale d'Oxfam-Canada.
Elle continue d'être impliquée en politique, surtout pour appuyer la carrière politique de son fils, Paul Dewar, qui est élu à la Chambre des communes lors des élections fédérales canadiennes de 2006 avec le NDP pour la circonscription d'Ottawa-Centre.
Elle meurt le 15 septembre 2008 à la suite d'une chute alors qu'elle assiste au Festival du film de Toronto,.

## Hommage
- En 2002, elle est nommée membre de l'Ordre du Canada[9].
- Une Bourse d'études Marion Dewar (Marion Dewar Scholarship Fund, MDSF) est créée en 2009 par l'Organisation des services communautaires aux immigrants d'Ottawa (OCISO) en l'honneur de Marion Dewar. L'objectif est de fournir un soutien financier pour favoriser l'excellence académique et de leadership chez les jeunes immigrants et réfugiés[10].
- Une place d'Ottawa porte son nom et une plaque commémorative y est apposée[11],[12]